# Mörkörad honungsfågel
Mörkörad honungsfågel (Myza celebensis) är en fågel i familjen honungsfåglar inom ordningen tättingar.

## Utseende och läte
Mörkörad honungsfågel är en medelstor brun tätting med en lång, nedåtböjd näbb. Fjäderdräkt är lätt streckad och fjällad. Det enda tydliga kännetecknet är en ljus ögonring. Systerarten ljusörad honungsfågel är större och saknar ögonringen, men har istället en fläck under ögat och rosttonad undersida. Sången består av en stigande drill. Även raspiga "kip-kip-kip..." kan höras.

## Utbredning och systematik
Mörkörad honungsfågel delas in i två underarter:
- M. c. celebensis – förekommer i bergsområden på norra, centrala och sydöstra Sulawesi
- M. c. meriodionalis – förekommer i bergsområden i södra Sulawesi

## Levnadssätt
Mörkörad honungsfågel hittas i bergsskogar. Där påträffas den enstaka eller i par i undervegetationen. Den förekommer vanligen på högre höjd än ljusörad honungsfågel.

## Status
Trots det begränsade utbredningsområdet och att den tros minska i antal anses beståndet vara livskraftigt av internationella naturvårdsunionen IUCN.